# لا نو د برگدا
لا نو د برگدا (به اسپانیایی: La Nou de Berguedà) یک شهرستان در اسپانیا است که در بارسلون واقع شده‌است.

## خصوصیات
لا نو د برگدا ۲۵ کیلومترمربع مساحت و ۱۵۶ نفر جمعیت دارد و ۸۷۶ متر بالاتر از سطح دریا واقع شده‌است.